# Paul Dahlke
Paul Dahlke (ur. 25 stycznia 1865 w Ostródzie, zm. 29 lutego 1928 w Berlinie) – niemiecki lekarz, homeopata, założyciel wspólnoty buddyjskiej i propagator buddyzmu w Niemczech.

## Życiorys

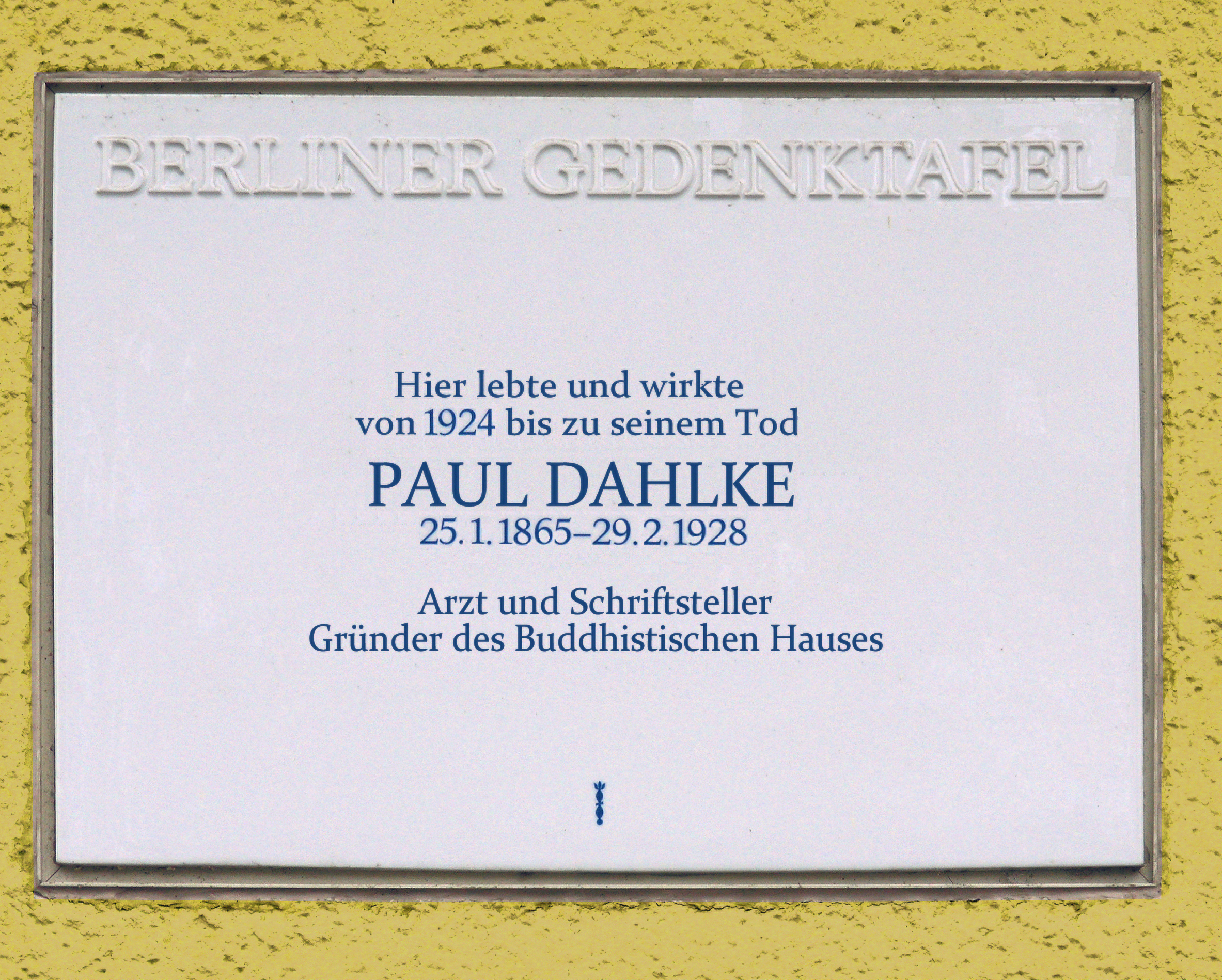
Tablica pamiątkowa na domu Dahlkego przy Edelhofdamm 54 w berlińskiej dzielnicy Frohnau

Po ukończeniu studiów medycznych i zdobyciu stopnia doktora Dahlke zamieszkał w Berlinie, gdzie rozpoczął praktykę lekarską, koncentrując się na leczeniu homeopatycznym. Na przełomie XIX i XX wieku prowadził kursy z homeopatii dla lekarzy w berlińskiej poliklinice. W latach 1915–1917 wydawał pisma "Berliner Homöopatische Zeitschrift" i "Zeitschrift des Berliner Vereins homöopatischer Ärzte".
Podczas podróży do Azji zetknął się z buddyzmem, m.in. na Cejlonie (1900). W 1924, w celu propagowania buddyzmu, założył w Berlinie klasztorny ośrodek Buddhistisches Haus, odkupiony w 1957 przez cejlońskie German Dharmaduta Society (pol. Niemieckie Stowarzyszenie Dharmaduta). 
Dahlke opublikował wiele prac na temat buddyzmu, tłumaczył również teksty z języka pali. Od 1918 wydawał czasopismo "Neubuddhistische Zeitschrift", a następnie "Brockensammlung. Zeitschirft für angewandten Buddhismus".
W 1926 prowadził serię dwudziestu sześciu wykładów z homeopatii na uniwersytecie w Stuttgarcie, które zamieścił w publikacji Heilkunde und Weltanschauung (1928).

## Publikacje

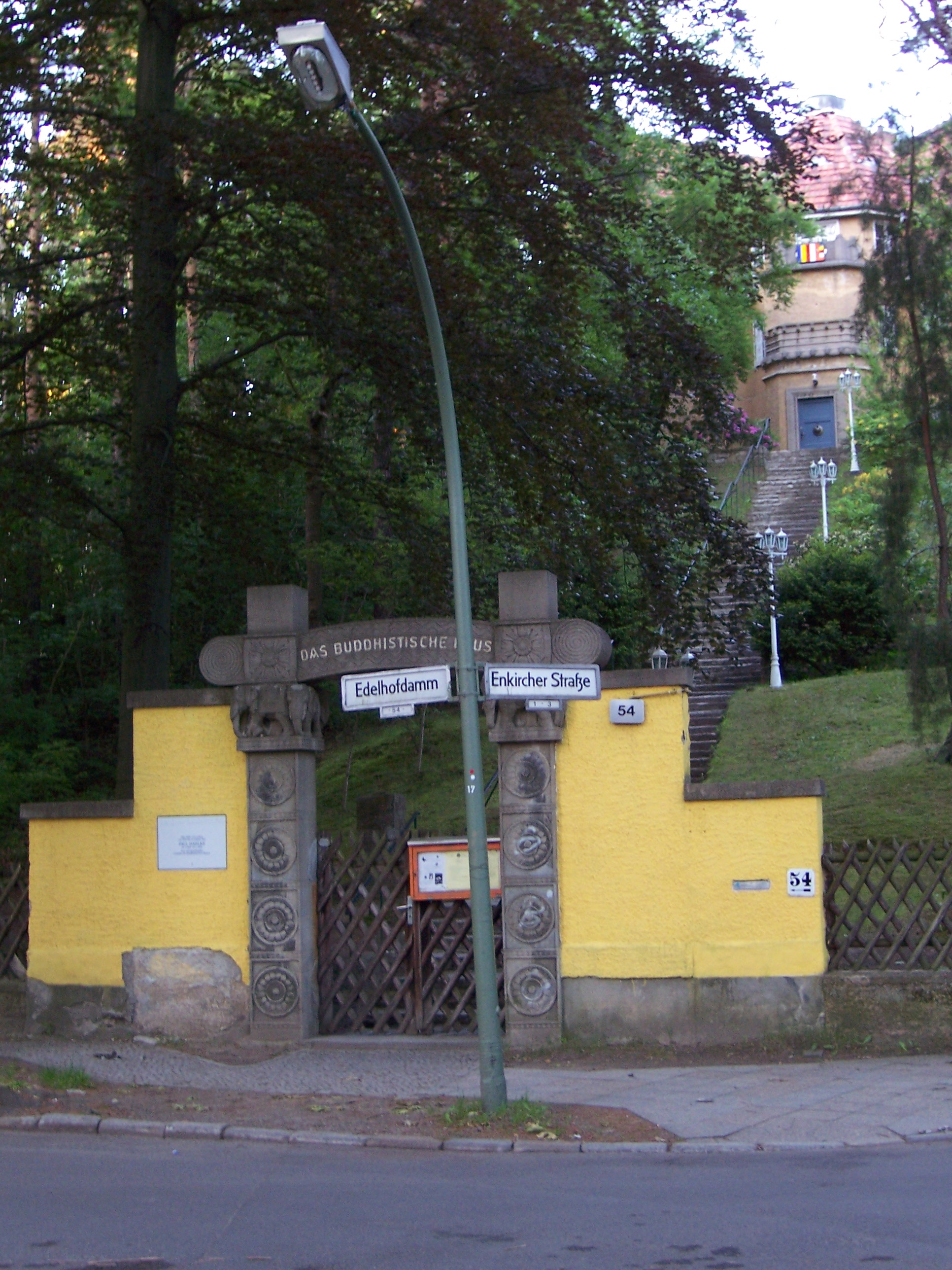
Buddhistisches Haus w Berlinie

### Teksty medyczne
- 1887 Über den Hitzschlag
- 1914 Gesichtete Arzneimittellehre (drugie wydanie w 1928)
- 1915–16 Klinischer Leitfaden der gesichteten Arzneimittellehre
- 1916 Repertorium (drugie wydanie w 1928)

### Teksty o buddyzmie
- 1904 Buddhistische Erzählungen
- 1905 Das Buch vom Genie
- 1912 Buddhismus als Weltanschauung (drugie wydanie w 1920)
- 1913 Aus dem Reich des Buddha. Sieben Erzählungen (drugie wydanie w 1924)
- 1914 Buddhismus als Religion und Moral (drugie wydanie 1923)
- 1914 Englische Skizzen
- 1918 Über den Pali-Kanon
- 1919 Staat und Kirche
- 1920 Buddhismus und religiöser Wiederaufbau
- 1920 Wie muß die neue Religion aussehen?
- 1921 Neu-Buddhistischer Katechismus
- 1921 Das Buch Pubbenivasa
- 1926 Der Buddhismus
- 1928 Buddhismus als Wirklichkeitslehre und Lebensweg
- 1928 Heilkunde und Weltanschauung